# Pawnee City (Nebraska)
Pawnee City település az Amerikai Egyesült Államok Nebraska államában, Pawnee megyében, melynek megyeszékhelye is. Lakosainak száma 865 fő (2020. április 1.).

## Népesség
A település népességének változása:

| 2010 | 878 |
| 2020 | 865 |